# Mark Barham
Pour les articles homonymes, voir Barham (homonymie).
Mark Barham, né le 12 juillet 1962 à Folkestone (Angleterre), est un footballeur anglais, qui évoluait au poste de ailier droit à Norwich City et en équipe d'Angleterre.
Barham n'a marqué aucun but lors de ses deux sélections avec l'équipe d'Angleterre en 1983. 

## Carrière de joueur
- 1980-1987 : Norwich City
- 1987-1988 : Huddersfield Town
- 1988-1989 : Middlesbrough FC
- 1989 : West Bromwich Albion
- 1989-1992 : Brighton & Hove Albion
- 1992 : Shrewsbury Town
- 1992-1993 : Kitchee SC  [1]

## Palmarès

### En équipe nationale
- 2 sélections et 0 but avec l'équipe d'Angleterre en 1983.

### Avec Norwich City
- Vainqueur de la Coupe de la Ligue anglaise de football en 1985.
- Vainqueur du Championnat d'Angleterre de football D2 en 1986.